# Vogelfreistätte Graureiherkolonie bei Dippach am Main
Das Naturschutzgebiet Vogelfreistätte Graureiherkolonie bei Dippach am Main ist ein Ca. 143 Hektar großes Naturschutzgebiet im Landkreis Haßberge in Unterfranken.

## Geographische Lage
Das Schutzgebiet liegt im Osten des Mittelgebirges Steigerwald sowie im Naturraum „Mainaue zwischen Schweinfurt und Bamberg“. Es befindet sich im unterfränkischen Landkreis Haßberge und erstreckt sich über die Stadt- und Ortsgebiete von Eltmann und Steffeld. Das Naturschutzgebiet liegt im FFH-Gebiet „Vogelfreistätte Graureiherkolonie Dippach am Main“ sowie in den Naturparken Steigerwald und Haßberge. Das Schutzgebiet besteht aus drei Teilflächen und umgibt Dippach, einen Stadtteil von Eltmann, und erstreckt sich entlang des Mains und der B 26. Die A 70 verläuft am nordwestlichen Rand.

## Schutzgründe und Geschichte
Die Schutzzwecke, wie in der Verordnung festgelegt, bestehen darin, die größte Kolonie des Graureihers in Bayern zu schützen. Dies umfasst unter anderem die Lebensräume einschließlich potenzieller Nahrungsquellen. Darüber hinaus sollen Brut- und Rastgebiete für wasser- und schilfgebundene Vogelarten geschützt werden. Das Naturschutzgebiet mit der Nummer NSG-00542.01 erstreckt sich über eine Fläche von 143,75 Hektar und wurde im Jahr 1998 unter Schutz gestellt. Es umfasst Bereiche entlang des Altmains, der Mainaue und der Mainprallhänge.

## Artnachweise
Das FFH-Gebiet Vogelfreistätte Graureiherkolonie Dippach am Main ist mit wenigen Ausnahmen an den Offenlandflächen nahezu deckungsgleich mit den beiden westlich der B27 gelegenen Teilflächen des Naturschutzgebietes. Im Rahmen der Erstellung des Managementsplanen für dieses FFH-Gebiet wurden unter anderem folgende streng geschützte Arten festgestellt: Graureiher, Mäusebussard, Rotmilan, Schwarzmilan, Kuckuck, Uhu, Grünspecht, Feldlerche, Baumpieper, Neuntöter, Schlagschwirl, Gartengrasmücke, Mönchsgrasmücke, Klappergrasmücke, Zilpzalp, Rotkehlchen, Star, Pirol.

## Natürliche Waldentwicklung
Die Waldstücke im Naturschutzgebiet werden größtenteils vom Forstamt in Eltmann bewirtschaftet. Im Zuge der FSC-Zertifizierung des Stadtwaldes Eltmann wurden Referenzflächen, unter dem Namen „natürliche Waldentwicklung (NWE)“, gezielt aus der forstlichen Nutzung entnommen. Konkret handelt es sich um zwei Flächen im westlichen Teil des Naturschutzgebiets, die zusammen eine Größe von etwa 14 Hektar aufweisen und der natürlichen Waldentwicklung überlassen wurden.